# Mustaschparakit
Mustaschparakit (Psittacula alexandri) är en asiatisk fågel i familjen östpapegojor inom ordningen papegojfåglar.

## Utseende och läten
Mustaschparakiten är en 38 cm lång, rätt satt gräsgrön parakit med rosarött bröst. Huvudet är blågrått med ett svart streck mellan pannan och ögat samt svart på hakan och nedre delen av kinden. På de gröna vingarna syns en gul fläck. Hanen har röd näbb, honan svart. Den för Psittacula-parakiter rätt korta stjärten är blåaktig. Vanligaste lätet är ett kort, nasalt nedåtböjt skri, i engelsk litteratur återgivet som "qwuank".

## Utbredning och systematik
Mustaschparakit delas in i åtta underarter med följande utbredning:
- Psittacula alexandri fasciata – norra Indien till Nepal, Myanmar, Thailand, Indokina och Hainan
- Psittacula alexandri abbotti – Andamanerna
- Psittacula alexandri cala – Simeulue (utanför västra Sumatra)
- Psittacula alexandri major – Lasia Island och Babi Island (utanför Sumatra)
- Psittacula alexandri perionca – ön Nias utanför Sumatra
- Psittacula alexandri alexandri – på Java, Bali och längst ner på södra Borneo
- Psittacula alexandri kangeanensis – Kangeanöarna (Javasjön)
- Psittacula alexandri dammermani – Karimunjawaöarna (Javasjön)

Arten är införd av människan till Singapore, Hongkong och Japan där den etablerat frilevande populationer. Populationen på Borneo är möjligen införd även den.

## Levnadssätt
Mustaschparakiten bebor fuktiga lövskogar, skogsbryn, ungskogar samt kokos- och teakplantage. Den hittas också i mangroveskogar samt i parker och trädgårdar. Födan är dåligt känd men består nektar och blommor. Fågeln häckar i ett trädhål mellan december och april i kontinentala Asien, året runt utom i april på Java.

## Status och hot
Sentida uppgifter visar att mustaschparakiten minskar relativt kraftigt i antal till följd av fångst för burfågelindustrin. Sedan 2013 kategoriserar internationella naturvårdsunionen IUCN arten därför som nära hotad.

## Namn
Fågelns vetenskapliga artnamn alexandri syftar på Alexander den store som sägs ha exporterat stora antal parakiter från Punjab till europeiska länder där de ansågs vara statusföremål för adel, kungligheter och krigsherrar. Arten namngavs av Carl von Linné 1758 och är världens första fågeleponym.